# Segle XXXVI aC
El segle XXXVI aC és un període que comprèn els anys entre el 3600 aC i el 3501 aC i pertany a la prehistòria marcat per l'augment de cultures del Neolític força avançades a diferents punts del planeta.

## Política
Sumer esdevé la civilització més desenvolupada, amb diverses ciutats estat que creixen gràcies a la riquesa del sòl de la zona. Al centre i nord d'Europa es dona l'anomenada cultura dels vasos amb embut, per la forma de la seva terrissa. Al sud-est té lloc la cultura boian mentre que a la zona de la futura França cal destacar la cultura Chasséen.

## Economia i societat
Es comencen a usar de forma regular els metalls, si bé encara no es pot assegurar la sortida de l'edat de pedra a causa de la dependència d'aquesta per a la majoria d'eines. El bronze i l'estany són els primers que s'usen per a puntes i recipients, per la facilitat en el seu treball i la seva resistència. S'usa àmpliament l'oli a la dieta, especialment als pobles mediterranis. Quant a la domesticació, hi ha proves del gat com a animal de companyia a Egipte i els grangers asiàtics tenen gallines entre els seus béns.

## Invencions i descobriments
Les anotacions de marques amb finalitats comercials constitueixen les precursores de l'escriptura.

## Art, cultura i pensament
Les primeres restes de rituals de momificació trobades proven que es retia culte als morts a Egipte i que es creia en una vida posterior a la terrenal, base de la majoria de creences religioses posteriors. Les troballes arqueològiques, però, no són inequívoques i podrien ser una mica posteriors.